# Робич
Робич (словен. Robič) — мале поселення в общині Кобарід, Регіон Горишка, Словенія. Висота над рівнем моря: 245,9 м.